# Michel Roger

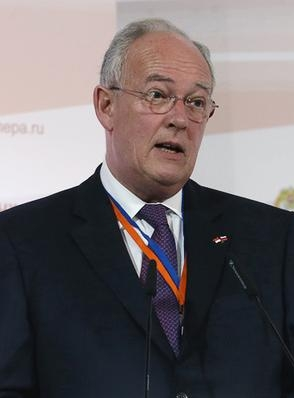
Michel Roger (2015)

Michel Roger (* 9. März 1949 in Poitiers, Frankreich) ist ein französischer Beamter und war von 2010 bis 2015 Staatsminister und damit Regierungschef des Fürstentums Monaco.

## Leben
Nach seinem Jurastudium an der Universität Poitiers arbeitete Roger von 1970 bis 1973 als Rechtsanwalt, dann trat er als Beamter in den französischen Staatsdienst. Als fachlicher Berater war er in den Folgejahren im Justizministerium und im Ministerium für Planung und Raumordnung beschäftigt. Danach arbeitete er ab 1981 als Dozent an der Universität von Poitiers. 
Roger wurde 1984 Direktor der École du Centre-Ouest des avocats und des Instituts für rechtswissenschaftliche Studie an der juristischen Fakultät von Poitiers. Danach wurde er 1986 Generalinspekteur für nationale Bildung (einer der höchstrangigen Beamten des französischen Bildungsministeriums) sowie Referent im Büro des Bildungsministers René Monory (UDF) und anschließend von 1987 bis 1988 Leiter des Ministerbüros (directeur der cabinet). Bei der Kommunalwahl 1989 bewarb sich Roger an der Spitze einer Mitte-rechts-Liste um das Amt des Bürgermeisters von Poitiers, unterlag aber dem Amtsinhaber von der Sozialistischen Partei. 
Als Monory 1992 Präsident des französischen Senats wurde, diente ihm Roger auch in dieser Funktion bis 1998 als Berater. Von 2002 bis 2005 arbeitete er als Berater im Stab des Premierministers Jean-Pierre Raffarin (UMP). Danach kehrte Roger auf seinen Posten als Generalinspekteur für nationale Bildung zurück und wirkte zugleich bis 2009 als Berater des Generalratspräsidenten im Département Vienne.
Als Nachfolger des aus Gesundheitsgründen zurückgetretenen (und bald danach verstorbenen) Jean-Paul Proust ernannte Fürst Albert II. von Monaco ihn am 29. März 2010 Staatsminister (frz. ministre d’état). Das Amt des Regierungschefs des Fürstentums wird üblicherweise von Staatsbürgern der Schutzmacht Frankreich ausgeübt. Nachdem Roger wegen eines Schlaganfalls ins Krankenhaus eingeliefert worden war, entband ihn der Fürst am 16. Dezember 2015 von seinem Amt und betraute übergangsweise den Regierungsrat für Außenbeziehungen, Gilles Tonelli, mit der Regierungsführung. Am 1. Februar 2016 wurde er von Serge Telle als neuem Staatsminister abgelöst.
Im Januar 2016 wurde Roger mit dem russischen Orden der Freundschaft ausgezeichnet.